# Villain051
Villain051 (* 20. Jahrhundert; bürgerlich Patrick Killat) ist ein deutscher Musiker. Der Verfassungsschutz stuft ihn als Rechtsextremisten ein.

## Musikalische Karriere
Patrick Killat gab sich selbst den Namen Villain051. Zunächst nicht im Neonazi-Milieu verortet, veröffentlichte er ab 2007 erste Tracks gratis im Netz. 2009 erschien ein erster Track auf dem dritten Label-Sampler des Labels Bloodsport. Ab 2010 veröffentlichte er erste eigene Songs über die Videoplattform YouTube. Erste Videos mit Rapperin Dee Ex (Mia Herm) erschienen 2012, darunter auch zwei Coverversionen von Michael Regeners Landser-Nachfolgeband Die Lunikoff Verschwörung. Das Video zu Europa sagt Nein zur EU drehte das Duo am Denkmal für die ermordeten Juden Europas. Drei Jahre nach seinem Erscheinen löste es eine Kontroverse aus, nachdem der Berliner Kurier darüber berichtet hatte. Im Vorfeld hatte die Stiftung Denkmal für die ermordeten Juden Europas mehrfach erfolglos versucht, den Clip bei YouTube zu löschen. Nach Einschätzung des zuständigen Landeskriminalamts sei der Text des Liedes nicht strafrechtlich relevant, obwohl unter anderem die Zeile gesungen wurde „gegen die EU-Zionisten schreiten wir vereint in den Krieg“. Killat, der 2014 einen zweiten Videoclip dort drehen wollte, hat von der Stiftung zwischenzeitlich Hausverbot erhalten. 2013 erschien Villain051 erstes Album Volk5mu5ik zum freien Download. Auf dem Album kollaborierte er zum letzten Mal mit Dee Ex, anschließend zerstritten sich die beiden.
Mit dem Liedermacher R.a.W., dessen Akronym für „Recht auf Wahrheit“ steht, gründete er 2014 das Rapduo A3stus. Anfang 2014 erschien ein Musikvideo der Gruppe, das diese vor dem Asylbewerberheim in Berlin-Hellersdorf zeigt. Der rassistische Song enthielt unter anderem die Textzeile „Wir gehen auf die Straße, um dieses System zu stürzen. Für unser deutsches Land ziehen wir heute in den Kampf.“ Das Duo trat im Umfeld von NPD-Veranstaltungen, auf Demonstrationen von Pegida-Ablegern sowie bei der Demonstration der Hooligans gegen Salafisten in Köln und bei Demos gegen geplante Flüchtlingswohnheime auf.
2014 verlor Killat seinen Job als Komparse für die Reality-Soap Berlin – Tag & Nacht, nachdem der Produktionsfirma Filmpool seine neonazistische Gesinnung bekannt wurde.
Am 7. Mai 2015 führte die Berliner Polizei bei Killat in Berlin-Hohenschönhausen eine Hausdurchsuchung durch.
2017 erschien sein erstes kommerziell vermarktetes Album namens Wenn der Wind uns trägt über das rechte Hip-Hop-Label Taktstock Records. 2018 erschien das Album Deutsche Zensur über den Internetversandhandel Das Zeughaus. Das Album wurde im Dezember 2018 von der Bundesprüfstelle für jugendgefährdende Medien (BPjM) indiziert.

## Politischer Aktivismus
Killat gehört der Barnimer Freundschaft an, einem rechtsextremen Club, der sich an dem Lifestyle der Rocker-Subkultur orientiert. Der Club unterhält enge Beziehungen zum NPD-Kreisverband Barnim-Uckermark. Er ist außerdem Aktivist der Hooligans gegen Salafisten (HoGeSa) und trat mehrfach in deren Umfeld sowohl solo als auch mit A3stus auf.
Killat schuf 2014 den „Aktionstag Schwarze Kreuze Deutschland“, bei dem am 13. Juli in ganz Deutschland schwarze Kreuze zum Gedenken an Mordopfer von Tätern mit nichtdeutscher Staatsangehörigkeit aufgestellt werden sollen. Fotos davon werden anschließend über soziale Netzwerke im Internet verbreitet. Die Aktion war 2016 an über 70 Orten präsent.

## Ideologie
Zunächst inszenierte sich Patrick Killat als moderater Nationalist und Patriot, der den Nationalsozialismus vorgeblich ablehnte. So rappte er bei der Neuauflage des Liedes Skandal von Dee Ex 2011 noch: „Wenn ich sage stark und Deutsch red’ ich nicht vom Hakenkreuz“. Doch bereits auf seiner Debütalbum folgte im Lied Rap Holocaust eine Textzeile, in der er sich zum Nationalsozialismus bekennt:

„Wir schreiben ein Buch, wie wir Deutschland befreien und nennen es mein Kampf Teil 2 […] Zusammen stehen wir in der blutigen Schlacht gegen die Migranten und Feinde des Volks“

Weitaus radikaler gab er sich ab der Zeit mit der Band A3stus. So drehte er zusammen mit R.A.W. ein Video dem Aufmarschgelände für NSDAP-Parteitage in Nürnberg, erinnerte mit der Band an den Todestag von Rudolf Heß mit dem Satz „Für immer unvergessen!!!“ und bezog sich positiv auf den 1930 getöteten SA-Sturmführer Horst Wessel. 2016 war Killat auch an dem Projekt PhalanX beteiligt.

## Beobachtung durch den Verfassungsschutz
Killat und seine Projekte werden unter anderem seit 2017 in den Verfassungsschutzberichten des Verfassungsschutzes Berlin und des Verfassungsschutzes Brandenburg aufgeführt. Im Verfassungsschutzbericht des Verfassungsschutzes Sachsen 2017 wird ein Liederabend am 27. Mai 2017 in Brand-Erbisdorf Ortsteil Gränitz, Teilnehmer ca. 40 mit freilich frei (Sachsen), f.i.e.l. (MVP) und villAin051 (Sänger von A3stus) aufgeführt.
Bei der mindestens in vier Ausgaben erschienenen Broschüre Rechtsextremistische Musik des Berliner Verfassungsschutzes, zeigt eines der vier Bilder auf dem Titelbild der 4. Auflage von 2016, das A3stus-Logo.

## Diskografie
Solo
- 2013: Volk5mu5ik (Download-Album)
- 2017: Wenn der Wind uns trägt (als Villain051 und Freunde, Taktstock Records)
- 2018: Deutsche Zensur (Das Zeughaus, indiziert)[26]

Gastbeiträge
- 2009: Ran an die Gläser (mit JeyJo und Miss K-Toon) auf Bloodsport Labelsampler 3 – Familienversammlung

Mit A3stus
- 2014:  Wehret den Anfängen

Mit PhalanX
- 2016:  Apokalypse